# الحجج الأخلاقية حول التعذيب
أثيرت الحجج الأخلاقية حول التعذيب، واختلف العلماء حول قيمته المجتمعية، وفي ظلال الإدانات العالمية وبنود الاتفاقيات التي تحظره، ما زالت بعض الدول مصرّة على استخدامه. ويبقى التعريف القائل «إنّ التعذيب مجرد وسيلة» موضعًا للتساؤل على الصعيد الأخلاقي.

## مقدمة
عادة ما يُطرح هذا النقاش الأخلاقي بصورة أساسية على غرار مسألة بين منظور الأخلاق الواجبة والمنظور النفعي. إذ قد يبرر المفكر النفعي التعذيب في حال كانت حصيلة الأرواح المُنقذة إيجابية، فيعتبر النتيجة المرجوة من فعلٍ ما عاملًا أساسيًا لتحديد صلاحية وأخلاقية ذلك الفعل. ويرى منظور الأخلاق الواجبة خلاف ذلك تمامًا، وجدير بالذكر أن مصطلح الأخلاق الواجبة «دينتولوجي» مشتق من المصطلح اليوناني «ديون» بمعنى الواجب والالتزام، ويحدد المصطلح قواعدًا وقيمًا عامة ينبغي احترامها أيًّا كانت النتائج. ومع ذلك، إن كانت مخرجات السياسات التي تجيز التعذيب غير مؤكدة، أو إن استحال القدرة على التيقن من إيجابية مخرجات التعذيب، فإن الرأي النفعي سينفي حينئذ صحة التعذيب، وسيعده أمرًا خاطئًا. (ادرس القضايا حول الغاية تبرر الوسيلة في تحاليل سيناريو القنبلة الموقوتة).
ووفقًا لوجهات نظر معينة، فإن إحدى الأسباب التي جعلت التعذيب مستمرًا هي نجاحه في بعض الحالات في استخراج المعلومات والاعترافات إن كان المستهدفون مذنبين فعلًا. وصرح ريتشارد بوسنر، وهو قاضٍ مؤثر على مستوى رفيع في محكمة الاستئناف في الولايات المتحدة للدائرة السابعة «إذا كان التعذيب الوسيلة الوحيدة للحصول على المعلومات اللازمة لمنع انفجار قنبلة نووية في ساحة التايمز سكوير، لا مناص من استخدامه، وسوف يُستخدم للحصول على المعلومات... ولا ينبغي أن يكون في موقع المسؤولية أي أحد يشكك في أخلاقية هذه القضية». ومع ذلك، زعم بعض ضباط المخابرات ذوي الخبرة أن التعذيب لا يعمل فحسب، بل قد يؤدي إلى معلومات خاطئة، لأن المعذبين سيقولون أي شيء لوقف التعذيب. ويأخذ البعض علم الأعصاب بعين الاعتبار لإثبات أن التعذيب قد يضعف قدرة الشخص على قول الحقيقة. ويستمر النقاش.
وتقف وجهة نظر نفعية ضد التعذيب مجادلة بأن أغلبية عمليات التعذيب لا تستخدم لاستخراج المعلومات، وإنما كوسيلة لترهيب وإخضاع السكان، ما يمكّن قوات الدولة من الاستغناء عن الوسائل المألوفة في إثبات البراءة والذنب وإهمال الجهاز القانوني كليًا. فمن الأفضل أن يُقتل بعض الأفراد على أيدي المفجرين عوضًا عن إزهاق آلاف الأرواح البريئة ممن يقعون ضحية للتعذيب والقتل، ناهيك عن تدمير القوانين والأحكام الدستورية. وأثناء التحقيق في اختطاف رئيس الوزراء الإيطالي ألدو مورو، اقترح أحد أفراد الأجهزة الأمنية على الجنرال كارلو ألبيرتو دالا تشيسا أن يعذب أحد المشتبه بهم، فرد عليه الجنرال «تستطيع إيطاليا النجاة من خسارة ألدو مورو. لكنها لن تنجو من استحداث التعذيب».

## المناظرة

### المؤيدون
جادل بعض العلماء بأن الحاجة للمعلومات تغلب الحجج الأخلاقية المناوئة للتعذيب.
وكتبت ياسمين أليبهاي براون في مقال رأي في صحيفة ذي إندبندت البريطانية في 23 مايو 2005:
«يرى أستاذ القانون في جامعة هارفرد آلان ديرشوفيتز أنه في ظل الحالات القصوى، ولدرء المآسي قبل حدوثها، ينبغي أن تُصدر محاكم الولايات المتحدة «مذكرة تعذيب» تتيح استخدام وسائل التعذيب، كالإبر الساخنة تحت الأظافر، ما يفتح الباب للجهاز الأمني رغمًا عن معاهدة جنيف للسلام وسائر معاهدات السلام العالمية. غير أن هذا الموقف النفعي جدير بالازدراء ومقنع في آن معًا».
نشر أكاديميان من جامعة ديكن في فكتوريا بأستراليا ورقة علمية عن هذا الموضوع في مجلة الحقوق التابعة لجامعة سان فرانسيسكو، وهما الأستاذ مايكرو باجاريك، مؤلف ومحامٍ وُلد في أستراليا من أصل كرواتي، ورئيس كلية الحقوق بجامعة ديكن، وزميلته المحاضرة في قانون ديكن، جولي كلارك، وناقشوا فيها في حال كانت الأرواح في خطر محدق، فإن جميع وسائل الأذى متاحة للاستخدام على المشتبه به، وإن أسفر ذلك عن هلاكه. وتعزى شرعية التعذيب إلى أننا نقبل كمجتمع قتل شخص واحد لإنقاذ الآلاف.
قال الأستاذ باجاريك: «نستهجن طبعًا إلحاق الأذى ببريء عوضًا عن الجاني، غير أننا نصادف في بعض الحالات القصوى شخصًا يحمل معلومات من شأنها الحؤول دون فقدان الأرواح، وقد لا نجد طريقة أخرى لاستخراج المعلومات سوى التعذيب، وحقيقة عدم كونهم جزءًا من ذلك التهديد لا تعني أنهم قادرين على التملص من المسؤولية».
ومن الجدير بالذكر أن باجاريك  لم يؤلف ما كتبه، وجل ما فعله أنه أعاد تقديم أطروحة ألان ديرشوفيتز، المستشار القانوني لحكومة شارون الإسرائيلية، والباحث النظري في موضوع التعذيب القانوني.
إضافة إلى ذلك، كتب باجاريك مقالات عديدة تنادي بسجن الرجال أكثر من النساء. الأمر الذي يستدعي التشكيك في حياديته حول الجريمة والتعذيب، علمًا بأن الرجال عادة ما يكونون الهدف الأساسي للتعذيب.
كتب ريتشارد بوسنر، وهو قاضي محكمة الاستئناف للدائرة السابعة في الولايات المتحدة، أثناء مراجعة كتاب ألان ديرشوفيتز «لماذا يعمل الإرهاب: فهم التهديد، والاستجابة للتحديات»:
«إن كان التعذيب هو الوسيلة الوحيدة لاستخراج المعلومات اللازمة لإيقاف انفجار قنبلة نووية في ساحة التايمز سكوير، لا بد من استخدامه، وسيستخدم للحصول على المعلومات، ولا ينبغي أن يكون أي أحد يشكك في أخلاقية هذه القضية في موقع المسؤولية».
- ريتشارد بوسنر، الجمهورية الجديدة، سبتمبر 2002.
في 20 ديسمبر 2005، تناول رئيس معهد اللاهوت المعمداني الجنوبي ألبيرت موهلر، مسألة استخدام القوات الأمريكية التعذيبَ لاستخراج المعلومات من المشتبه بهم كإرهابيين. ويقف ألبيرت ضد أي شكل من أشكال التقنين الجائز، إلا أنه ذكر التالي:
«يسمح معظم أصحاب الأخلاقيات الرفيعة في ظل ظروف محددة بالصراخ على المساجين، ووسائل الترهيب النفسي، والحرمان من النوم، وإزالة أسباب الراحة المادية للحصول على معلومات مهمة. أما في القضايا متزايدة الخطورة، قد يسمح الكثير منهم باستخدام المستحضرات الدوائية وطرق التلاعب النفسية والشديدة. ويرجح السماح للغالبية باستخدام آليات إكراه أكثر خطورة كالتعذيب في معظم الحالات القصوى.
وأود التنويه أنه ليس بإمكاننا غض الطرف عن التعذيب بتحديد قائمة بالمواقف الاستثنائية التي تتيح استخدام أساليبه بشكل مشروع. لكنني أرى أيضًا أننا لا نستطيع إنكار وجود ظروف يكون التعذيب فيها أمرًا لا مفر منه».

## المعارضون
يرى عدد من الخبراء أنه لا يمكن التعويل على التعذيب للحصول على معلومات مفيدة. غير أن دولًا كثيرة لم تستخدم التعذيب لاستخراج المعلومات فحسب، بل وظفته كوسيلة لترهيب السكان أو فئات سكانية محددة. وأشار فرانز فانون في كتاب «معذّبو الأرض » إلى تطبيق «التعذيب الوقائي» على أبرياء لوقفهم عن فعل أي شيء في المستقبل من قبل الفرنسيين في الجزائر.
يُعد التعذيب أمرًا غير قانوني في أغلب البلدان، فضلًا عن أن نسبة كبيرة من ضحايا التعذيب إما أبرياء (بعيدًا عن عضوية الجماعات المستهدفة) أو شخصيات مغلوطة. فعلى سبيل المثال، خُطف الألماني الجنسية خالد المصري وتعرض للتعذيب على الرغم من براءته، وحدث ذلك بعد أن خلط المعذبون بينه وبين زعيم القاعدة خالد المصري. وقدّر الصليب الأحمر في العراق أن 80% من المحتجزين في سجن أبو غريب كانوا «الأشخاص الخطأ».
ذُهلت المحامية والناطقة الرسمية باسم منظمة العفو الدولية من فكرة تشريع التعذيب، وكان ردها على مقال الأستاذ باجاريك والسيدة كلارا:
«من المحير بل المروع أيضًا أن يتخذ أحد مثل هذا الموقف من قضية أساسية مثل التعذيب، ناهيك عن تبريرها على أسس علمية...».
قدم الأستاذ باجاريك والسيدة كلارك البحث العلمي إلى مجلة قانونية أمريكية بسبب «هذا النوع من التعليقات العاطفية التي تلقيتها هنا في أستراليا، والتي أشار معظمها إلى أن هذا المنظور مروع وغير مفهوم وخالٍ من المسؤولية».
وصرح جو نافارو، أحد أفضل خبراء الاستجواب في مكتب التحقيق الفيدرالي لصحيفة ذا نيويوركر:
«المختلون عقليًا هم فقط القادرون على ممارسة التعذيب دون التأثر به. ولن ترغب بتوظيف أمثالهم في منظمتك. فهم غير جديرين بالثقة، ويميلون لإبراز مشاكل شاذة أخرى».
ابتُكر مصطلح سرطان الديمقراطية للسلوكيات المتعاطفة مع التعذيب والاحتجاز القسري، ويعزى الفضل في ذلك إلى كتاب يحمل نفس العنوان من تأليف بيير فيدالناكيت، ويطال هذا السرطان تدريجيًا جميع النواحي الأخرى من شرعية الدولة. وفي الذكرى العشرين على إنفاذ اتفاقية الأمم المتحدة ضد التعذيب، كتب فيليب هينشر: «تتعرض الحضارة للخطر أثناء دفاعها عن الحريات الأخرى، إن قررت التراجع عن موقفها نتيجة قبولها بالتعذيب كما في الأفلام».